# Fedorivka, Polohî
Fedorivka (în ucraineană Федорівка) este localitatea de reședință a comunei Ciubarivka din raionul Polohî, regiunea Zaporijjea, Ucraina. În secolul al XIX-lea, satul făcea parte din volostul Fedorivka, uezdul Oleksandrivsk.

## Demografie
Componența lingvistică a localității Fedorivka
     Ucraineană (92,5%)
     Rusă (6,96%)
     Alte limbi (0,18%)
Conform recensământului din 2001, majoritatea populației localității Fedorivka era vorbitoare de ucraineană (92,5%), existând în minoritate și vorbitori de rusă (6,96%).